# Jelly Roll/Diskografie
Diese Diskografie ist eine Übersicht über die musikalischen Werke des US-amerikanischen Sängers, Rappers und Songwriters Jelly Roll. Den Schallplattenauszeichnungen zufolge hat er bisher mehr als 25,8 Millionen Tonträger verkauft, davon alleine über 24 Millionen in seinem Heimatland. Seine erfolgreichste Veröffentlichung ist die Single Save Me mit über drei Millionen verkauften Einheiten.

## Alben

### Studioalben
| Jahr | Titel Musiklabel                            | Höchstplatzierung, Gesamtwochen, AuszeichnungChartplatzierungen (Jahr, Titel, Musiklabel, Platzierungen, Wochen, Auszeichnungen, Anmerkungen) | Höchstplatzierung, Gesamtwochen, AuszeichnungChartplatzierungen (Jahr, Titel, Musiklabel, Platzierungen, Wochen, Auszeichnungen, Anmerkungen) | Höchstplatzierung, Gesamtwochen, AuszeichnungChartplatzierungen (Jahr, Titel, Musiklabel, Platzierungen, Wochen, Auszeichnungen, Anmerkungen) | Höchstplatzierung, Gesamtwochen, AuszeichnungChartplatzierungen (Jahr, Titel, Musiklabel, Platzierungen, Wochen, Auszeichnungen, Anmerkungen) | Höchstplatzierung, Gesamtwochen, AuszeichnungChartplatzierungen (Jahr, Titel, Musiklabel, Platzierungen, Wochen, Auszeichnungen, Anmerkungen) | Höchstplatzierung, Gesamtwochen, AuszeichnungChartplatzierungen (Jahr, Titel, Musiklabel, Platzierungen, Wochen, Auszeichnungen, Anmerkungen) | Höchstplatzierung, Gesamtwochen, AuszeichnungChartplatzierungen (Jahr, Titel, Musiklabel, Platzierungen, Wochen, Auszeichnungen, Anmerkungen) | Anmerkungen                                                  |
| Jahr | Titel Musiklabel                            | DE | AT | CH | UK | US | Country | Rock | Anmerkungen                                                  |
| ---- | ------------------------------------------- | --- | --- | --- | --- | --- | --- | --- | ------------------------------------------------------------ |
| 2012 | The Big Sal Story A-Game                    | — | — | — | — | — | — | — | Erstveröffentlichung: 26. Oktober 2012                       |
| 2016 | Sobriety Sucks Bad Apple Inc.               | — | — | — | — | — | — | — | Erstveröffentlichung: 13. Mai 2016                           |
| 2017 | Addiction Kills Jelly Roll                  | — | — | — | — | — | — | — | Erstveröffentlichung: 21. April 2017                         |
| 2018 | Goodnight Nashville War Dog                 | — | — | — | — | — | — | — | Erstveröffentlichung: 7. Dezember 2018                       |
| 2019 | Whiskey Sessions II Jingle Punks            | — | — | — | — | — | — | — | Erstveröffentlichung: 5. April 2019                          |
| 2020 | A Beautiful Disaster War Dog                | — | — | — | — | US97 Gold · (1 Wo.)US | — | — | Erstveröffentlichung: 13. März 2020 Verkäufe: + 500.000      |
| 2020 | Self Medicated War Dog                      | — | — | — | — | US110 (1 Wo.)US | — | — | Erstveröffentlichung: 16. Oktober 2020                       |
| 2021 | Ballads of the Broken BBR Music Group (BMG) | — | — | — | — | US157 Gold · (16 Wo.)US | — | Rock41 (1 Wo.)Rock | Erstveröffentlichung: 17. September 2021 Verkäufe: + 500.000 |
| 2023 | Whitsitt Chapel BBR Music Group (BMG)       | — | — | — | — | US3 Platin · (77 Wo.)US | Country2 (111 Wo.)Country | Rock1 (74 Wo.)Rock | Erstveröffentlichung: 2. Juni 2023 Verkäufe: + 1.000.000     |
| 2024 | Beautifully Broken BBR Music Group (BMG)    | — | — | — | UK41 (1 Wo.)UK | US1 Platin · (… Wo.)US | Country1 (… Wo.)Country | — | Erstveröffentlichung: 11. Oktober 2024 Verkäufe: + 1.080.000 |

### Gemeinschaftsalben
| Jahr | Titel Musiklabel                        | Anmerkungen                                                   |
| ---- | --------------------------------------- | ------------------------------------------------------------- |
| 2011 | Year Round Hypnotize Minds              | Erstveröffentlichung: 19. April 2011 mit Lil Wyte und BPZ     |
| 2011 | Strictly Business Haystak, Inc.         | Erstveröffentlichung: 15. November 2011 mit Haystak           |
| 2013 | No Filter Phixieous Entertainment       | Erstveröffentlichung: 16. Juli 2013 mit Lil Wyte              |
| 2013 | Business as Usual Haystak, Inc.         | Erstveröffentlichung: 19. November 2013 mit Haystak           |
| 2016 | No Filter 2 Bad Apple Inc.              | Erstveröffentlichung: 18. November 2016 mit Lil Wyte          |
| 2017 | Waylon & Willie Jelly Roll              | Erstveröffentlichung: 3. November 2017 mit Struggle Jennings  |
| 2018 | Waylon & Willie II Jelly Roll           | Erstveröffentlichung: 23. März 2018 mit Struggle Jennings     |
| 2018 | Waylon & Willie III Jelly Roll          | Erstveröffentlichung: 16. November 2018 mit Struggle Jennings |
| 2020 | Waylon & Willie IV Jelly Roll, Struggle | Erstveröffentlichung: 16. Dezember 2020 mit Struggle Jennings |

### Mixtapes
| Jahr | Titel Musiklabel                               | Anmerkungen                            |
| ---- | ---------------------------------------------- | -------------------------------------- |
| 2011 | Gamblin on a White Boy 4 Top $helf Investments | Erstveröffentlichung: 7. Juni 2011     |
| 2012 | Mid-Grade Miracle A-Game                       | Erstveröffentlichung: 17. April 2012   |
| 2013 | Whiskey, Weed & Women A-Game/Crash Out Music   | Erstveröffentlichung: 6. August 2013   |
| 2014 | Biggest Loser Crash Out Music                  | Erstveröffentlichung: 11. März 2014    |
| 2015 | Therapeutic Music 5 Bad Apple Inc.             | Erstveröffentlichung: 4. Dezember 2015 |

### EPs
| Jahr | Titel Musiklabel              | Anmerkungen                            |
| ---- | ----------------------------- | -------------------------------------- |
| 2014 | Whiskey Sessions Jingle Punks | Erstveröffentlichung: 9. Dezember 2014 |
| 2019 | Crosses & Crossroads War Dog  | Erstveröffentlichung: 15. April 2019   |

## Singles

### Als Leadmusiker
| Jahr | Titel Album                            | Höchstplatzierung, Gesamtwochen, AuszeichnungChartplatzierungen (Jahr, Titel, Album, Platzierungen, Wochen, Auszeichnungen, Anmerkungen) | Höchstplatzierung, Gesamtwochen, AuszeichnungChartplatzierungen (Jahr, Titel, Album, Platzierungen, Wochen, Auszeichnungen, Anmerkungen) | Höchstplatzierung, Gesamtwochen, AuszeichnungChartplatzierungen (Jahr, Titel, Album, Platzierungen, Wochen, Auszeichnungen, Anmerkungen) | Höchstplatzierung, Gesamtwochen, AuszeichnungChartplatzierungen (Jahr, Titel, Album, Platzierungen, Wochen, Auszeichnungen, Anmerkungen) | Höchstplatzierung, Gesamtwochen, AuszeichnungChartplatzierungen (Jahr, Titel, Album, Platzierungen, Wochen, Auszeichnungen, Anmerkungen) | Höchstplatzierung, Gesamtwochen, AuszeichnungChartplatzierungen (Jahr, Titel, Album, Platzierungen, Wochen, Auszeichnungen, Anmerkungen) | Höchstplatzierung, Gesamtwochen, AuszeichnungChartplatzierungen (Jahr, Titel, Album, Platzierungen, Wochen, Auszeichnungen, Anmerkungen) | Anmerkungen                                                                      |
| Jahr | Titel Album                            | DE | AT | CH | UK | US | Country | Rock | Anmerkungen                                                                      |
| --- | -------------------------------------- | --- | --- | --- | --- | --- | --- | --- | -------------------------------------------------------------------------------- |
| 2020 | Save Me Self Medicated                 | — | — | — | — | US— ×3DreifachplatinUS | — | — | Erstveröffentlichung: 25. Juni 2020 Verkäufe: + 3.000.000                        |
| 2021 | Dead Man Walking Ballads of the Broken | — | — | — | — | — | — | Rock30 (12 Wo.)Rock | Erstveröffentlichung: 17. September 2021 # 1 der Billboard Mainstream Rock Songs |
| 2022 | Son of a Sinner Ballads of the Broken  | — | — | — | — | US31 ×2Doppelplatin · (28 Wo.)US | Country8 (41 Wo.)Country | Rock4 (58 Wo.)Rock | Erstveröffentlichung: 22. August 2022 Verkäufe: + 2.000.000                      |
| 2022 | She Whitsitt Chapel                    | — | — | — | — | — | — | Rock22 (20 Wo.)Rock | Erstveröffentlichung: 30. November 2022                                          |
| 2022 | Need a Favor Whitsitt Chapel           | — | — | — | — | US13 ×2Doppelplatin · (47 Wo.)US | Country3 (52 Wo.)Country | Rock1 (61 Wo.)Rock | Erstveröffentlichung: 9. Dezember 2022 Verkäufe: + 2.075.000                     |
| 2023 | Unlive Whitsitt Chapel                 | — | — | — | — | — | — | Rock27 (3 Wo.)Rock | Erstveröffentlichung: 18. April 2023 feat. Yelawolf                              |
| 2023 | Save Me Whitsitt Chapel                | — | — | — | — | US19 (37 Wo.)US | Country6 (34 Wo.)Country | — | Erstveröffentlichung: 11. Mai 2023 Verkäufe: + 35.000; feat. Lainey Wilson       |
| 2023 | Wild Ones –                            | — | — | — | — | US35 ×3Dreifachplatin · (37 Wo.)US | Country7 (37 Wo.)Country | — | Erstveröffentlichung: 6. Oktober 2023 Verkäufe: + 3.260.000; mit Jessie Murph    |
| 2024 | Should’ve Been a Cowboy –              | — | — | — | — | — | Country48 (3 Wo.)Country | — | Erstveröffentlichung: 26. April 2024 feat. T-Pain; exklusiv bei Amazon Music     |
| 2024 | I Am Not Okay Beautifully Broken       | — | — | — | — | US14 ×2Doppelplatin · (32 Wo.)US | Country3 (35 Wo.)Country | — | Erstveröffentlichung: 12. Juni 2024 Verkäufe: + 2.160.000                        |
| 2024 | Liar Beautifully Broken                | — | — | — | — | US31 Platin · (24 Wo.)US | Country5 (32 Wo.)Country | Rock5 (48 Wo.)Rock | Erstveröffentlichung: 2. August 2024 Verkäufe: + 1.080.000                       |
| 2024 | Get By Beautifully Broken              | — | — | — | — | — | Country45 (1 Wo.)Country | Rock26 (14 Wo.)Rock | Erstveröffentlichung: 26. August 2024                                            |
| 2025 | Dreams Don’t Die –                     | — | — | — | — | — | Country35 (1 Wo.)Country | — | Erstveröffentlichung: 11. April 2025                                             |
| 2025 | Holy Water –                           | — | — | — | — | — | Country29 (… Wo.)Country | — | Erstveröffentlichung: 8. August 2025 mit Marshmello                              |
| Folgende Lieder erschienen nicht als Single, wurden aber durch das Album zum Download und Streaming bereitgestellt und konnten somit eine Platzierung erlangen: |                                        | | | | | | | |                                                                                  |
| |                                        | | | | | | | |                                                                                  |
| 2023 | Halfway to Hell Whitsitt Chapel        | — | — | — | — | US48 (12 Wo.)US | Country11 (25 Wo.)Country | Rock7 (37 Wo.)Rock | Charteinstieg: 17. Juni 2023                                                     |
| 2023 | The Lost Whitsitt Chapel               | — | — | — | — | — | — | Rock32 (1 Wo.)Rock | Charteinstieg: 17. Juni 2023                                                     |
| 2023 | Behind Bars Whitsitt Chapel            | — | — | — | — | — | — | Rock36 (1 Wo.)Rock | Charteinstieg: 17. Juni 2023 feat. Brantley Gilbert & Struggle Jennings          |
| 2023 | Hold On Me Whitsitt Chapel             | — | — | — | — | — | — | Rock43 (1 Wo.)Rock | Charteinstieg: 17. Juni 2023                                                     |
| 2023 | Kill a Man Whitsitt Chapel             | — | — | — | — | — | — | Rock44 (1 Wo.)Rock | Charteinstieg: 17. Juni 2023                                                     |
| 2024 | Dead End Road Twisters: The Album      | — | — | — | — | — | Country30 (1 Wo.)Country | Rock20 (5 Wo.)Rock | Charteinstieg: 3. August 2024                                                    |
| 2024 | Winning Streak Beautifully Broken      | — | — | — | — | — | Country24 (6 Wo.)Country | — | Charteinstieg: 26. Oktober 2024                                                  |
| 2024 | Burning Beautifully Broken             | — | — | — | — | — | — | Rock31 (2 Wo.)Rock | Charteinstieg: 26. Oktober 2024                                                  |
| 2024 | Heart of Stone Beautifully Broken      | — | — | — | — | — | Country27 (… Wo.)Country | Rock18 (… Wo.)Rock | Charteinstieg: 26. Oktober 2024                                                  |
| 2024 | Past Yesterday Beautifully Broken      | — | — | — | — | — | — | Rock35 (1 Wo.)Rock | Charteinstieg: 26. Oktober 2024 feat. Skylar Grey                                |
| 2024 | Unpretty Beautifully Broken            | — | — | — | — | — | — | Rock40 (2 Wo.)Rock | Charteinstieg: 26. Oktober 2024                                                  |
| 2024 | Take a Bow Beautifully Broken          | — | — | — | — | — | — | Rock45 (1 Wo.)Rock | Charteinstieg: 2. November 2024 feat. Halsey                                     |

### Als Gastmusiker
| Jahr | Titel Album                                              | Höchstplatzierung, Gesamtwochen, AuszeichnungChartplatzierungen (Jahr, Titel, Album, Platzierungen, Wochen, Auszeichnungen, Anmerkungen) | Höchstplatzierung, Gesamtwochen, AuszeichnungChartplatzierungen (Jahr, Titel, Album, Platzierungen, Wochen, Auszeichnungen, Anmerkungen) | Höchstplatzierung, Gesamtwochen, AuszeichnungChartplatzierungen (Jahr, Titel, Album, Platzierungen, Wochen, Auszeichnungen, Anmerkungen) | Höchstplatzierung, Gesamtwochen, AuszeichnungChartplatzierungen (Jahr, Titel, Album, Platzierungen, Wochen, Auszeichnungen, Anmerkungen) | Höchstplatzierung, Gesamtwochen, AuszeichnungChartplatzierungen (Jahr, Titel, Album, Platzierungen, Wochen, Auszeichnungen, Anmerkungen) | Höchstplatzierung, Gesamtwochen, AuszeichnungChartplatzierungen (Jahr, Titel, Album, Platzierungen, Wochen, Auszeichnungen, Anmerkungen) | Höchstplatzierung, Gesamtwochen, AuszeichnungChartplatzierungen (Jahr, Titel, Album, Platzierungen, Wochen, Auszeichnungen, Anmerkungen) | Anmerkungen                                                                                    |
| Jahr | Titel Album                                              | DE | AT | CH | UK | US | Country | Rock | Anmerkungen                                                                                    |
| --- | -------------------------------------------------------- | --- | --- | --- | --- | --- | --- | --- | ---------------------------------------------------------------------------------------------- |
| 2022 | Son of the Dirty South So Help Me God                    | — | — | — | — | US— GoldUS | Country48 (2 Wo.)Country | — | Erstveröffentlichung: 10. November 2022 Brantley Gilbert feat. Jelly Roll; Verkäufe: + 500.000 |
| 2023 | Country as Shit Rednecks Like Me                         | — | — | — | — | — | — | — | Erstveröffentlichung: 24. Februar 2023 Tyler Farr feat. Jelly Roll                             |
| 2023 | Dragging Me Down –                                       | — | — | — | — | — | — | — | Erstveröffentlichung: 25. August 2023 Kendall Tucker feat. State of Mine & Jelly Roll          |
| 2023 | Chevrolet Killed the Cowboy                              | — | — | — | — | US50 (17 Wo.)US | Country15 (27 Wo.)Country | — | Erstveröffentlichung: 15. September 2023 Dustin Lynch feat. Jelly Roll                         |
| 2023 | Scared to Go to Church –                                 | — | — | — | — | — | — | — | Erstveröffentlichung: 29. September 2023 Chris Ryan feat. Jelly Roll                           |
| 2024 | Best for Me Not Now I’m Busy                             | — | — | — | — | US93 Gold · (1 Wo.)US | — | — | Erstveröffentlichung: 18. März 2024 Joyner Lucas feat. Jelly Roll; Verkäufe: + 500.000         |
| 2024 | Trailer in the Sky War Story                             | — | — | — | — | — | — | — | Erstveröffentlichung: 17. Mai 2024 Yelawolf feat. Jelly Roll                                   |
| 2024 | All My Life Popular Monster                              | — | — | — | — | US77 (1 Wo.)US | — | Rock14 (21 Wo.)Rock | Erstveröffentlichung: 6. Juni 2024 Falling in Reverse feat. Jelly Roll                         |
| 2024 | Somebody Save Me The Death of Slim Shady (Coup de Grâce) | — | — | CH94 (1 Wo.)CH | — | US27 (3 Wo.)US | — | — | Erstveröffentlichung: 19. Juli 2024 Verkäufe: + 40.000; Eminem feat. Jelly Roll                |
| 2024 | Lonely Road –                                            | DE— aDE | — | — | UK67 (3 Wo.)UK | US33 (16 Wo.)US | Country13 (20 Wo.)Country | Rock7 (26 Wo.)Rock | Erstveröffentlichung: 26. Juli 2024 Machine Gun Kelly feat. Jelly Roll                         |
| 2025 | Hard Fought Hallelujah King of Hearts                    | — | — | — | — | — | Country12 (… Wo.)Country | Rock8 (34 Wo.)Rock | Erstveröffentlichung: 7. Februar 2025 Brandon Lake feat. Jelly Roll                            |
| 2025 | Only God Knows –                                         | — | — | — | — | — | — | — | Erstveröffentlichung: 7. März 2025 Struggle Jennings feat. Jelly Roll                          |
| 2025 | Bloodline You’ll Be Alright, Kid                         | DE44 (2 Wo.)DE | AT23 (… Wo.)AT | CH24 (4 Wo.)CH | UK9 Silber · (… Wo.)UK | US32 (… Wo.)US | — | — | Erstveröffentlichung: 22. Mai 2025 Verkäufe: + 240.000; Alex Warren feat. Jelly Roll           |
| Folgende Lieder erschienen nicht als Single, wurden aber durch das Album zum Download und Streaming bereitgestellt und konnten somit eine Platzierung erlangen: |                                                          | | | | | | | |                                                                                                |
| |                                                          | | | | | | | |                                                                                                |
| 2023 | Whiskey Bent Leather                                     | — | — | — | — | — | Country47 (1 Wo.)Country | — | Cody Johnson feat. Jelly Roll                                                                  |
| 2024 | Losers F-1 Trillion                                      | — | — | — | — | US25 (5 Wo.)US | Country12 (22 Wo.)Country | — | Post Malone feat. Jelly Roll                                                                   |
| 2025 | Haunted The High Road                                    | — | — | — | — | US58 (8 Wo.)US | Country14 (16 Wo.)Country | — | Charteinstieg: 8. Februar 2025 Kane Brown feat. Jelly Roll                                     |
| 2025 | Amen Where I’ve Been, Isn’t Where I’m Going              | — | — | — | — | US59 (… Wo.)US | Country16 (… Wo.)Country | — | Charteinstieg: 10. Mai 2025 Shaboozey feat. Jelly Roll                                         |
| 2025 | Sharks Tha Carter VI                                     | — | — | — | — | US54 (1 Wo.)US | — | — | Charteinstieg: 28. Juni 2028 Lil Wayne feat. Jelly Roll & Big Sean                             |

## Musikvideos
- 2014: We Got Nex
- 2014: Can’t You See (feat. Brother Sal)
- 2016: When I Get Rich
- 2016: Train Tracks (mit Struggle Jennings)
- 2016: Demons (mit Lil Wyte)
- 2017: Addiction Kills
- 2017: Wheels Fall Off
- 2017: Roll Me Up
- 2018: Heaven
- 2018: Fall in the Fall (mit Struggle Jennings)
- 2019: Same Asshole
- 2019: Love the Heartless
- 2020: Creature (feat. Tech N9ne & Kriss Kaliko)
- 2020: I Need You
- 2020: A Beautiful Disaster
- 2020: Life (feat. Brix)
- 2020: Save Me
- 2020: Bottle and Mary Jane
- 2020: The Bottom
- 2020: Promise
- 2020: Loneliness (feat. Rittz)
- 2020: Overdose (feat. Still Matthews)
- 2020: My Last Joint
- 2021: Sober
- 2021: Dead Man Walking
- 2021: Son of a Sinner
- 2022: Even Angels Cry
- 2022: She
- 2023: Need a Favor
- 2024: Liar

## Sonderveröffentlichungen

### Lieder
| Jahr | Titel Album                                              | Anmerkungen                                                                        |
| ---- | -------------------------------------------------------- | ---------------------------------------------------------------------------------- |
| 2021 | Money Mud Mouth                                          | Erstveröffentlichung: 30. April 2021 Yelawolf feat. Jelly Roll & Struggle Jennings |
| 2023 | House of Mirrors Hotel Kalifornia                        | Erstveröffentlichung: 26. April 2023 Hollywood Undead feat. Jelly Roll             |
| 2023 | Copenhagen in a Cadillac Ain’t My Last Rodeo             | Erstveröffentlichung: 13. Oktober 2023 Riley Green feat. Jelly Roll                |
| 2023 | Almost Home Enlisted                                     | Erstveröffentlichung: 20. Oktober 2023 Craig Morgan feat. Jelly Roll               |
| 2024 | I Went to College / I Went to Jail Nashville, Tennessee  | Erstveröffentlichung: 12. April 2024 Ernest feat. Jelly Roll                       |
| 2024 | Somebody Save Me The Death of Slim Shady (Coup de Grâce) | Erstveröffentlichung: 12. Juli 2024 Eminem feat. Jelly Roll                        |
| 2024 | Losers F-1 Trillion                                      | Erstveröffentlichung: 16. August 2024 Post Malone feat. Jelly Roll                 |
| 2024 | Believe Reboot II                                        | Erstveröffentlichung: 15. November 2024 Brooks & Dunn feat. Jelly Roll             |
| 2024 | Hurt –                                                   | Erstveröffentlichung: 22. November 2024 One Republic feat. Jelly Roll              |
| 2024 | Last Dance with Mary Jane Missionary                     | Erstveröffentlichung: 13. Dezember 2024 Snoop Dogg feat. Tom Petty & Jelly Roll    |

| Jahr | Titel Album                                    | Anmerkungen                                                                                        |
| ---- | ---------------------------------------------- | -------------------------------------------------------------------------------------------------- |
| 2023 | Love Can Build a Bridge A Tribute to The Judds | Erstveröffentlichung: 27. Oktober 2023 mit K. Michelle & Fisk Jubilee Singers; Original: The Judds |

| Jahr | Titel Soundtrack                       | Anmerkungen                                             |
| ---- | -------------------------------------- | ------------------------------------------------------- |
| 2024 | Dead End Road Twisters: The Album      | Erstveröffentlichung: 19. Juli 2024                     |
| 2024 | Leave the Light On Twisters: The Album | Erstveröffentlichung: 19. Juli 2024 feat. Alexandra Kay |
| 2024 | Run It Sonic the Hedgehog 3            | Erstveröffentlichung: 22. November 2024                 |

## Statistik

### Chartauswertung
|                     | DE    | AT    | CH    | UK    | US    | Country         | Rock      |
| ------------------- | ----- | ----- | ----- | ----- | ----- | --------------- | --------- |
| Nummer-eins-Alben   | DE—DE | AT—AT | CH—CH | UK—UK | US1US | Country1Country | Rock1Rock |
| Top-10-Alben        | DE—DE | AT—AT | CH—CH | UK—UK | US2US | Country2Country | Rock1Rock |
| Alben in den Charts | DE—DE | AT—AT | CH—CH | UK1UK | US6US | Country2Country | Rock2Rock |

|                       | DE    | AT    | CH    | UK    | US     | Country          | Rock       |
| --------------------- | ----- | ----- | ----- | ----- | ------ | ---------------- | ---------- |
| Nummer-eins-Singles   | DE—DE | AT—AT | CH—CH | UK—UK | US—US  | Country—Country  | Rock1Rock  |
| Top-10-Singles        | DE—DE | AT—AT | CH—CH | UK1UK | US—US  | Country6Country  | Rock7Rock  |
| Singles in den Charts | DE1DE | AT1AT | CH2CH | UK2UK | US17US | Country22Country | Rock22Rock |

### Auszeichnungen für Musikverkäufe
| Goldene Schallplatte - Australien - 2024: für die Single Need a Favor - 2024: für die Single Save Me (mit Lainey Wilson) - Kanada - 2023: für die Single Need a Favor - 2024: für die Single Somebody Save Me - Vereinigte Staaten - 2022: für das Lied Fall in the Fall - 2022: für das Lied Bottle & Mary Jane - 2023: für das Lied Demons - 2023: für das Lied Hate Goes On - 2023: für das Lied Only - 2023: für das Lied Smoking Section - 2023: für das Lied Wheels Fall Off - 2024: für das Lied I Need You | Platin-Schallplatte - Australien - 2024: für die Single Wild Ones - Kanada - 2025: für die Single Liar - 2025: für das Album Beautifully Broken - Neuseeland - 2024: für die Single Wild Ones - Vereinigte Staaten - 2022: für das Lied Creature - 2023: für das Lied Same Asshole - 2024: für das Lied Bottle and Mary Jane 2× Platin-Schallplatte - Kanada - 2024: für die Single Wild Ones - 2025: für die Single I Am Not Okay |

Anmerkung: Auszeichnungen in Ländern aus den Charttabellen bzw. Chartboxen sind in ebendiesen zu finden.
| Land/RegionAuszeichnungen für Musikverkäufe (Land/Region, Auszeichnungen, Verkäufe, Quellen) | Silber  | Gold       | Platin       | Verkäufe   | Quellen          |
| -------------------------------------------------------------------------------------------- | ------- | ---------- | ------------ | ---------- | ---------------- |
| Australien (ARIA)                                                                            | —       | 2× Gold2   | Platin1      | 140.000    | aria.com.au      |
| Kanada (MC)                                                                                  | —       | 3× Gold3   | 6× Platin6   | 600.000    | musiccanada.com  |
| Neuseeland (RMNZ)                                                                            | —       | —          | Platin1      | 30.000     | radioscope.co.nz |
| Vereinigte Staaten (RIAA)                                                                    | —       | 12× Gold12 | 18× Platin18 | 24.000.000 | riaa.com         |
| Vereinigtes Königreich (BPI)                                                                 | Silber1 | —          | —            | 200.000    | bpi.co.uk        |
| Insgesamt                                                                                    | Silber1 | 17× Gold17 | 26× Platin26 |            |                  |